# Mechowo (gromada w powiecie łobeskim)
Mechowo – dawna gromada, czyli najmniejsza jednostka podziału terytorialnego Polskiej Rzeczypospolitej Ludowej w latach 1954–1972.
Gromady, z gromadzkimi radami narodowymi (GRN) jako organami władzy najniższego stopnia na wsi, funkcjonowały od reformy reorganizującej administrację wiejską przeprowadzonej jesienią 1954 do momentu ich zniesienia z dniem 1 stycznia 1973, tym samym wypierając organizację gminną w latach 1954–1972.
Gromadę Mechowo z siedzibą GRN w Mechowie utworzono – jako jedną z 8759 gromad na obszarze Polski – w powiecie łobeskim w woj. szczecińskim na mocy uchwały nr V/46/54 WRN w Szczecinie z dnia 5 października 1954. W skład jednostki weszły obszary dotychczasowych gromad Mechowo, Sowno i Wytok ze zniesionej gminy Płoty w powiecie łobeskim, obszar dotychczasowej gromady Truskolas ze zniesionej gminy Wołowiec w powiecie nowogardzkim oraz grunty o powierzchni 65 ha z dotychczasowej gromady Jasiel ze zniesionej gminy Trzygłów w powiecie gryfickim w tymże województwie. Dla gromady ustalono 14 członków gromadzkiej rady narodowej.
1 stycznia 1958 gromadę Mechowo włączono do powiatu gryfickiego w tymże województwie.
Gromadę zniesiono 31 grudnia 1959, a jej obszar włączono do gromady Płoty w tymże powiecie.